# Список объектов всемирного наследия ЮНЕСКО в Казахстане
В списке Всеми́рного насле́дия ЮНЕ́СКО в Респу́блике Казахста́н значатся 6 наименований (на 2017 год), это составляет 0,5 % от общего числа (1248 на 2025 год). 3 объекта включены в список по культурным критериям, причём один из них признан шедевром человеческого гения (критерий i), и 3 объекта включены по природным критериям. Кроме этого, по состоянию на 2023 год, 13 объектов на территории Казахстана находятся в числе кандидатов на включение в список всемирного наследия. Республика Казахстан ратифицировала Конвенцию об охране всемирного культурного и природного наследия 29 апреля 1994 года. Первый объект, находящийся на территории Казахстана был занесён в список в 2003 году на 27-й сессии Комитета всемирного наследия ЮНЕСКО.

## Список
В данной таблице объекты расположены в хронологическом порядке их добавления в список всемирного наследия ЮНЕСКО.
| # | Изображение | Название | Местоположение                                                                  | Время создания                           | Год внесения в список | №    | Критерии       |
| - | ----------- | --- | ------------------------------------------------------------------------------- | ---------------------------------------- | --------------------- | ---- | -------------- |
| 1 |             | Мавзолей Ходжи Ахмеда Ясави (каз. Қожа Ахмет Ясауи кесенесі)                                                                                               | Город: Туркестан Область: Туркестанская                                         | 1389—1405                                | 2003                  | 1103 | i, iii, iv     |
| 2 |             | Петроглифы археологического ландшафта Танбалы (каз. Таңбалы археологиялық ландшафтының петроглифтері)                                                      | Ближайший город: Алматы Область: Алматинская                                    | II тысячелетие до н. э. — начало XX века | 2004                  | 1145 | iii            |
| 3 |             | Сарыарка — Степи и озёра Северного Казахстана (каз. Сарыарқа - Солтүстік Қазақстан даласы мен көлдері) * Коргалжынский заповедник * Наурзумский заповедник | Области: Акмолинская, Карагандинская, Костанайская                              | —                                        | 2008                  | 1102 | ix, x          |
| 4 | Акыртас     | Великий шёлковый путь: cеть маршрутов Чанъань-Тянь-Шанского коридора городища Каялык, Карамерген, Талгар, Актобе, Акыртас, Кулан, Костобе и Орнек          | Области: Алматинская, Жамбылская (совместно с Китаем и Киргизией)               | —                                        | 2014                  | 1442 | ii, iii, v, vi |
| 5 |             | Западный Тянь-Шань (каз. Батыс Тянь-Шань) * Аксу-Жабаглинский заповедник * Каратауский заповедник * Сайрам-Угамский национальный парк                      | Области: Туркестанская, Жамбыльская (совместно с Киргизией и Узбекистаном)      | —                                        | 2016                  | 1490 | x              |
| 6 |             | Туранские пустыни умеренного пояса * Национальный парк «Алтын-Эмель» * Барсакельмесский заповедник                                                         | Области: Жетысуская, Кызылординская (совместно с Туркменистаном и Узбекистаном) | —                                        | 2023                  | 1693 | ix, x          |

## Предварительный список
В таблице объекты расположены в порядке их добавления в предварительный список. В данном списке указаны объекты, предложенные правительством Казахстана в качестве кандидатов на занесение в список всемирного наследия.
| #  | Изображение | Название | Местоположение                                               | Время создания                           | Год внесения в список | №    | Критерии     |
| -- | ----------- | --- | ------------------------------------------------------------ | ---------------------------------------- | --------------------- | ---- | ------------ |
| 1  |             | Тюркское святилище Мерке (каз. Меркі) | Ближайшее поселение: Мерке Область: Жамбылская               | VI—XI века                               | 1998                  | 1131 | не указаны   |
| 2  |             | Северный Тянь-Шань (Иле-Алатауский национальный парк) (каз. Іле Алатауы ұлттық паркі)                                                              | Ближайший город: Алма-Ата Область: Алматинская               | —                                        | 2002                  | 1681 | x            |
| 3  |             | Монастырь Абылайкит (каз. Абылайкит бұтханасы) | Ближайшее поселение: Алгабас Область: Восточно-Казахстанская | XVII век                                 | 2021                  | 6558 | iii          |
| 4  |             | Культурный ландшафт Улытау (каз. Ұлытау) | Ближайшее поселение: Улытау Область: Карагандинская          |                                          | 2021                  | 6560 | v            |
| 5  |             | Петроглифы археологического ландшафта Арпа-Узень (каз. Арпаөзен археологиялық ландшафтының петроглифтері)                                          | Ближайшее поселение: Чулаккурган Область: Туркестанская      | I тысячелетие до н. э.                   | 2021                  | 6562 | ii, iii      |
| 6  |             | Петроглифы археологического ландшафта Ешкиольмес (каз. Ешкіөлмес археологиялық ландшафтының петроглифтері)                                         | Ближайший город: Талдыкорган Область: Алматинская            | XIII—IX века до н. э.                    | 2021                  | 6563 | iii          |
| 7  |             | Петроглифы археологического ландшафта Кулжабасы (каз. Құлжабасы археологиялық ландшафтының петроглифтері)                                          | Ближайшее поселение: Отар Область: Жамбылская                | III тысячелетие до н. э. — XIV век н. э. | 2021                  | 6564 | iii          |
| 8  |             | Петроглифы археологического ландшафта Сауыскандык (каз. Сауысқандық археологиялық ландшафтының петроглифтері)                                      | Ближайшее поселение: Енбекши Область: Кызылординская         | XVIII век до н. э. — III век н. э.       | 2021                  | 6565 | ii, iii      |
| 9  |             | Скальные мечети полуострова Мангышлак мечети Бекет-ата (Огланды), Караман-ата, Шакпак-ата, Шопан-ата и Султан-Эпе                                  | Область: Мангистауская                                       |                                          | 2021                  | 6566 | ii, iii, iv  |
| 10 |             | Великий шёлковый путь: доисторический период могильники Бесшатыр, Боралдай и Иссык                                                                 | Ближайший город: Алма-Ата Область: Алматинская               |                                          | 2021                  | 6567 | ii, iii      |
| 11 |             | Великий шёлковый путь: Фергано-Сырдарьинский коридор городища Асанас, Кышкала, Отрар, Сыгнак, Яссы-Туркестан, Жанкала, Жанкент, Сауран и Джетыасар | Области: Кызылординская, Туркестанская                       |                                          | 2021                  | 6568 | ii, iii, v   |
| 12 |             | Великий шёлковый путь: Волго-Каспийский коридор городища Кызыл-Кала, Сарайчик и Жайык                                                              | Области: Атырауская, Западно-Казахстанская, Мангистауская    | X—XVI века                               | 2021                  | 6569 | ii           |
| 13 |             | Устюрт: природный ландшафт и араны Устюртский заповедник                                                                                           | Ближайший город: Жанаозен Область: Мангистауская             | —                                        | 2021                  | 6571 | iii, v, viii |

## Исключённые объекты
Часть объектов была ранее исключена ЮНЕСКО из Предварительного списка по той или иной причине. Источники: .
| # | Изображение | Название | Местоположение                                          | Время создания        | Год внесения в список | №    | Причина |
| - | ----------- | --- | ------------------------------------------------------- | --------------------- | --------------------- | ---- | --- |
| 1 |             | Бегазы-дандыбаевские мегалитические мавзолеи (каз. Беғазы - Дәндібай мәдениеті)                              | Ближайшее поселение: Актогай Область: Карагандинская    | XIII—IX века до н. э. | 1998                  | 1132 | обновление предварительного списка                                                                               |
| 2 |             | Курганы с каменными кругами Тасмолинской культуры (каз. Тасмола мәдениеті)                                   | Область: Карагандинская, Акмолинская, Павлодарская      | VII—III века до н. э. | 1998                  | 1133 | обновление предварительного списка                                                                               |
| 3 |             | Палеолитические объекты и геоморфология хребта Каратау (каз. Қаратау)                                        | Области: Южно-Казахстанская, Жамбылская, Кызылординская | —                     | 1998                  | 1136 | обновление предварительного списка                                                                               |
| 4 |             | Археологические объекты оазиса Отрар (каз. Отырар)                                                           | Ближайший город: Туркестан Область: Туркестанская       | —                     | 1998                  | 1137 | обновление предварительного списка, представлен в объекте «Великий шёлковый путь: Фергано-Сырдарьинский коридор» |
| 5 |             | Государственный национальный природный парк «Алтын-Эмель» (каз. «Алтынемел» мемлекеттік ұлттық табиғи паркі) | Ближайший город: Алма-Ата Область: Алматинская          | —                     | 2002                  | 1682 | обновление предварительного списка, представлен в объекте «Туранские пустыни умеренного пояса»                   |
| 6 |             | Великий шёлковый путь (каз. Жібек жолы)                                                                      | Регион: Европа - Китай                                  | —                     | 2012                  | 5754 | обновление предварительного списка, разделён на объекты коридоров Великого шёлкового пути                        |